# Araxa (stolica tytularna)
Araxa (łac. Diœcesis Araxensis) – stolica historycznej diecezji w Cesarstwie Rzymskim (prowincja Licja), współcześnie w Turcji). Wzmianki o biskupach Araxy pochodzą z IV–VIII wieku. W 1933 ustanowiona katolickim biskupstwem tytularnym, od 1989 nieobsadzona.

## Biskupi tytularni
| Lp. | Biskup                            | Od             | Do               |
| --- | --------------------------------- | -------------- | ---------------- |
| 1   | Louis Morel CICM                  | 21 marca 1938  | 11 kwietnia 1946 |
| 2   | Jean-Baptiste Victor Fauret CSSp. | 13 lutego 1947 | 14 września 1955 |
| 3   | Philip Joseph Furlong             | 3 grudnia 1955 | 13 kwietnia 1989 |